# Szlif mieszany
Szlif mieszany – rodzaj szlifu fasetkowego, stanowiący kombinację szlifu brylantowego i szlifu schodkowego.
Stosuje się go w celu poprawienia efektu zewnętrznego kamienia przez wykonanie na koronie szlifu brylantowego. Kamień ma wtedy lepszy blask, jednakże efekty odbicia są znacznie słabsze. Wynika to z budowy schodkowej podstawy.
Kamienie otrzymujące szlif mieszany mają zazwyczaj zaokrąglony zarys. Koronie (powyżej pasa) nadaje się szlif brylantowy, a podstawie (poniżej pasa) szlif schodkowy.
W ten sposób szlifuje się szafiry i rubiny oraz większość przeświecających kamieni barwnych.